# Pank och fågelfri
Pank och fågelfri (engelska: Fun and Fancy Free), på svenska även känd som Bongo och Musse och bönstjälken, är en amerikansk animerad film från 1947, producerad av Walt Disney. I denna film var det den sista gången som Walt Disney läste Musse Piggs röst. Filmen hade biopremiär i USA den 27 september 1947.

## Handling
Filmen är uppbyggd av två kortare filmer. Det är dels Bongo, om en cirkusbjörn som rymmer ut i det fria och efter en berättelse av nobelpristagaren Sinclair Lewis. Den kompletteras med Musse och bönstjälken, en version av den gamla folksagan Jack och bönstjälken med Musse Pigg, Kalle Anka och Långben i huvudrollerna.
Som ramberättelse följer filmen Benjamin Syrsa från Pinocchio då han bland annat träffar på artisten Edgar Bergen i ett spelfilmsinslag.

## Om filmen
Filmen hade svensk premiär den 15 maj 1950 och visades på bland annat Sture-Teatern och Spegeln i Stockholm.
Filmen var egentligen tänkt att bli två separata långfilmer, Andra världskriget hade dock drabbat ekonomin på Walt Disneys filmbolag hårt, varför man istället beslutade sig för att sammanföra historierna till en enda film.[källa behövs]

## Rollista (i urval)
| Figur                | Originalröst  | Svensk röst (1950) | Svensk röst (2004) |
| -------------------- | ------------- | ------------------ | ------------------ |
| Benjamin Syrsa       | Cliff Edwards | Torsten Winge      | Torsten Winge      |
| Musse Pigg           | Walt Disney   | Rune Halvarsson    | Anders Öjebo       |
| Kalle Anka           | Clarence Nash | E.H Brochmann      | Andreas Nilsson    |
| Långben              | Pinto Colvig  | Folke Rydberg      | Johan Lindqvist    |
| Jätten Ville         | Billy Gilbert | Bertil Berglund    | Fredrik Hiller     |
| Den Sjungande Harpan | Anita Gordon  | Gaby Stenberg      | Åsa Jonsson        |

I spelfilmsinslagen medverkar dessutom Edgar Bergen och Luana Patten som sig själva.